# ذا قود قايز 2010
ذا قود قايز (بالإنجليزية: The Good Guys)‏ هو مسلسل كوميدي وأكشن، عن شرطي مخضرم وصاحب عقلانية قديمة وشرطي شاب كشريك له، والجرائم التي يمرو بها في عملهما بطريقة كوميدية.

## بطولة
- برادلي وايفورد بدور دان ستارك «الشرطي المخضرم».
- كولين هانكس بدور جاك بايلي «الشرطي الشاب».
- ديانا ماريا ريفا بدور أنا رويز «تعمل في مركز الشرطة».
- جيني وايد بدور ليز ترايني «تعمل في مركز الشرطة».

## وصلات خارجية
- ذا قود قايز 2010 على موقع IMDb (الإنجليزية)
- ذا قود قايز 2010 على موقع ميتاكريتيك (الإنجليزية)
- ذا قود قايز 2010 على موقع روتن توميتوز (الإنجليزية)
- ذا قود قايز 2010 على موقع كينوبويسك (الروسية)
- ذا قود قايز 2010 على موقع ألو سيني (الفرنسية)
- ذا قود قايز 2010 على موقع قاعدة بيانات الفيلم (الإنجليزية)

1. ↑  "معلومات عن ذا قود قايز 2010 على موقع rottentomatoes.com". rottentomatoes.com. مؤرشف من الأصل في 2016-05-19.
2. ↑  "معلومات عن ذا قود قايز 2010 على موقع ssl.ofdb.de". ssl.ofdb.de. مؤرشف من الأصل في 2020-03-12.
3. ↑  "معلومات عن ذا قود قايز 2010 على موقع metacritic.com". metacritic.com. مؤرشف من الأصل في 2017-09-27.